# Osetno (Stargard)
Osetno – część miasta Stargard, położona w południowej części miasta, przy linii kolejowej do Gdańska w dolinie Iny.
Od VIII wieku znajdowała się tu osada obronna, później grodzisko o średnicy 200-300 m, dziś prawie nieczytelne w terenie. Przez Osetno prowadzi czerwony Szlak Hetmana Stefana Czarnieckiego.